# Flieger-Tapferkeits-Orden

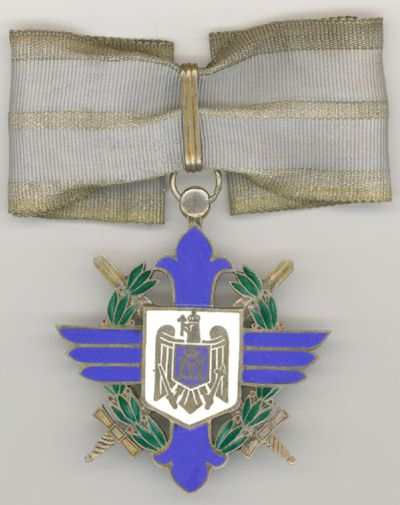
Kommandeurkreuz (Avers)

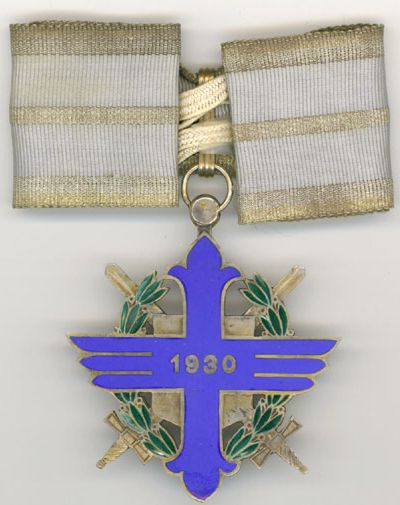
Kommandeurkreuz (Revers)

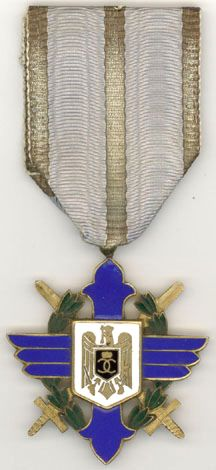
Offizierskreuz

Der Flieger-Tapferkeits-Orden (rumänisch Ordin Virtutea Aeronautica) wurde am 31. Juli 1930 durch König Carol II. von Rumänien als „Königlich Rumänischer Orden Aeronautische Tugend“ gestiftet und ausschließlich an Angehörige der rumänischen Luftwaffe in drei Klassen verliehen. Während des Zweiten Weltkriegs wurde davon abgesehen und die Auszeichnung auch an Mitglieder der deutschen Luftwaffe verliehen.

## Ordensklassen
- Kommandeur
- Offizier
- Ritter

## Ordensdekoration
Das Ordenszeichen ist ein Silber vergoldetes hellblau emailliertes Kreuz, unter dessen Kreuzarmen ein dunkelgrün emaillierter Lorbeerkranz verläuft. In der Mitte ist ein weiß emailliertes Wappenschild mit einem nach links blickenden goldenen Adler zu sehen. Auf dem Adler befindet sich wiederum ein kleines Wappenschild mit der gekrönten und gespiegelten Initiale  C  (Carol) – ab 1940 die Initiale  M I  (Mihai I). Rückseitig mittig die Jahreszahl 1930. Das Kreuz der III. Klasse ist aus Silber gefertigt.
Für Militärverdienste wurde die Auszeichnung mit zwei gekreuzten Schwertern durch die Kreuzarme verliehen.

## Trageweise
Kommandeure trugen die Auszeichnung an einem hell-violettblauen Band mit einem silbernen Mittel- und Randstreifen um den Hals, Offiziere und Ritter am Band auf der linken Brustseite.